# Badminton bei den European Universities Games 2016
Bei den European Universities Games 2016 wurden sechs Badmintonwettbewerbe ausgetragen. Sie fanden vom 19. bis zum 24. Juli 2016 in Zagreb statt, wobei an den ersten beiden Tagen der Teamwettbewerb ausgetragen wurde, gefolgt von einer eintägigen Pause und dem Einzelwettbewerb.

## Die Titelträger
| Disziplin    | Gold                                    | Silber                                 | Bronze                               |
| ------------ | --------------------------------------- | -------------------------------------- | ------------------------------------ |
| Herreneinzel | Muhammed Ali Kurt                       | Emre Lale                              | Bernardo Atilano                     |
| Herreneinzel | Muhammed Ali Kurt                       | Emre Lale                              | Alexander Roovers                    |
| Dameneinzel  | Anastasia Chervyakova                   | Darya Samarchants                      | Rosy Pancasari                       |
| Dameneinzel  | Anastasia Chervyakova                   | Darya Samarchants                      | Katharina Altenbeck                  |
| Herrendoppel | Miłosz Bochat Paweł Pietryja            | Julien Maio Matéo Martinez             | Bernardo Atilano Tomás Nero          |
| Herrendoppel | Miłosz Bochat Paweł Pietryja            | Julien Maio Matéo Martinez             | Christoph Heiniger Thomas Heiniger   |
| Damendoppel  | Anastasiya Dmytryshyn Yelyzaveta Zharka | Anastasia Chervyakova Kristina Vyrvich | Verlaine Faulmann Mylene Foissac     |
| Damendoppel  | Anastasiya Dmytryshyn Yelyzaveta Zharka | Anastasia Chervyakova Kristina Vyrvich | Busra Benk Merve Çoban               |
| Mixed        | Julien Maio Rosy Pancasari              | Paweł Pietryja Aneta Wojtkowska        | Sinan Zorlu Neslihan Kılıç           |
| Mixed        | Julien Maio Rosy Pancasari              | Paweł Pietryja Aneta Wojtkowska        | Muhammed Ali Kurt Özge Toyran        |
| Teams        | Bursa Uludağ Üniversitesi               | Universität Straßburg                  | Binali-Yıldırım-Universität Erzincan |
| Teams        | Bursa Uludağ Üniversitesi               | Universität Straßburg                  | Universität Rouen                    |